# Tsepo Masilela
Tsepo Masilela es un exfutbolista sudafricano que debutó en 2003 en el Benoni Premier United.

## Trayectoria
Tsepo Masilela debutó en 2003 en el Benoni Premier United.
En 2007 se marchó a Israel para unirse a su actual club, el Maccabi Haifa, equipo que tuvo que realizar un desembolso económico de 400.000 euros para poder hacerse con sus servicios. En su primer año gana la Copa Toto. En la temporada 2008-09 se proclama campeón de Liga.
El 17 de agosto de 2011 el jugador se fue al Getafe CF cedido por una temporada con opción de compra para el equipo azulón.

## Selección nacional
Ha sido internacional con la selección de fútbol de Sudáfrica en 51 ocasiones. Su debut con la camiseta nacional se produjo el 30 de enero de 2006 en el partido de la Copa Africana de Naciones ante Zambia. En esa competición solo disputó ese encuentro.
En la edición de 2008 jugó los tres encuentros de la primera fase, donde Sudáfrica quedó eliminada. 
Fue convocado para la Copa FIFA Confederaciones 2009. Tsepo Masilela jugó todos los encuentros (5) de esa competición ayudando a su equipo a quedar en cuarta posición. Fue convocado al Mundial de Sudáfrica 2010 en el cual fue titular en los dos últimos partidos de su selección.
Por una lesión se perdió el Campeonato Africano de Naciones de 2014 donde fue reemplazo por Thato Mokeke.

### Participaciones en Copas del Mundo
| Mundial                        | Sede      | Resultado    | Partidos | Goles |
| ------------------------------ | --------- | ------------ | -------- | ----- |
| Copa Mundial de Fútbol de 2010 | Sudáfrica | Primera fase | 3        | 0     |

### Participaciones en Copas Africanas
| Copa                           | Sede   | Resultado        | Partidos | Goles |
| ------------------------------ | ------ | ---------------- | -------- | ----- |
| Copa Africana de Naciones 2006 | Egipto | Primera fase     | 1        | 0     |
| Copa Africana de Naciones 2008 | Ghana  | Primera fase     | 3        | 0     |
| Copa Africana de Naciones 2013 | Egipto | Cuartos de final | 3        | 0     |

### Participaciones en Copas Confederaciones
| Copa                           | Sede      | Resultado    | Partidos | Goles |
| ------------------------------ | --------- | ------------ | -------- | ----- |
| Copa FIFA Confederaciones 2009 | Sudáfrica | Cuarto lugar | 5        | 0     |

## Clubes
| Club                  | País      | Año         |
| --------------------- | --------- | ----------- |
| Benoni Premier United | Sudáfrica | 2003 - 2007 |
| Maccabi Haifa         | Israel    | 2008 - 2012 |
| Getafe (cedido)       | España    | 2011 - 2012 |
| Kaizer Chiefs         | Sudáfrica | 2012 - 2018 |
| AmaZulu               | Sudáfrica | 2019 - 2022 |

## Palmarés

### Campeonatos nacionales
| Título                | Club          | País      | Año  |
| --------------------- | ------------- | --------- | ---- |
| Copa Toto             | Maccabi Haifa | Israel    | 2008 |
| Ligat ha'Al           | Maccabi Haifa | Israel    | 2009 |
| Ligat ha'Al           | Maccabi Haifa | Israel    | 2011 |
| Premier Soccer League | Kaizer Chiefs | Sudáfrica | 2012 |
| Premier Soccer League | Kaizer Chiefs | Sudáfrica | 2014 |
| MTN 8                 | Kaizer Chiefs | Sudáfrica | 2014 |

### Copas internacionales
| Título      | Club (*)  | País            | Año  |
| ----------- | --------- | --------------- | ---- |
| Copa Cosafa | Sudáfrica | Distintas sedes | 2007 |

(*) Incluyendo la selección.